# بيل بروس (منافس ألعاب قوى)
بيل بروس (بالإنجليزية: Theo Bruce)‏ هو منافس ألعاب قوى أسترالي، ولد في 28 يوليو 1923 في أديلايد في أستراليا، وتوفي في 1 أغسطس 2002.

## وصلات خارجية
- بيل بروس على موقع النتائج التاريخية لألعاب القوى الأسترالية (الإنجليزية)
- بيل بروس على موقع اللجنة الأولمبية الدولية (الإنجليزية)
- بيل بروس على موقع أوليمبيديا (الإنجليزية)
- بيل بروس على موقع اللجنة الأولمبية الأسترالية (الإنجليزية)